# Айви Лий
Айви Ледбетер Лий е американски общественик, един от основоположниците на модерните връзки с обществеността, заедно с Едуард Бернайс.

## Биография
Айви Лий е роден близо до Седартаун, Калифорния, в семейството на методиския свещеник Джеймс Уайдман Лий. Първо учи в Емори Колидж, а след това завършва Принстън. Работи във вестник като репортер и нещатен дописник. Докато работи в екипа на Демократичната партия по време на кандидат-президентската кампания на съдия Алтън Паркър срещу Теодор Рузвелт, се запознава с Джордж Паркър. През 1904 двамата основават едва третата в САЩ фирма, която се занимава с връзки с обществеността и която се казва „Паркър и Лий“.
Фирмата просъществува по-малко от четири години, но през това време Лий се утвърждава като един от пионерите в теорията на връзките с обществеността. През 1906 в статията „Декларация на принципите“ той разгръща своите идеи относно концепцията, че специалистите по връзки с обществеността носят отговорност към обществото, която е значително над самото задължение към клиента. След катастрофа с Пенсилванските железници през същата година Лий публикува съобщение, което е считано за първия официален презрелийз. В него той убеждава железопътните компании да разкриват информация на журналистите преди да са я получили от трети лица. През 1919 Лий основава консултантската фирма „Айви Лий и съдружници“. Три години след това той започва работа в Пенсилванските железници, ставайки първият специалист по връзки с обществеността, който да заема административна длъжност.
Айви Лий е съветник на Джордж Уестинхаус, Чарлз Линдберг, Джон Дейвис, Ото Кан и Уолтър Крайслер.
На 9 ноември 1934 Айви Лий умира в Ню Йорк на 57-годишна възраст.

## Въздействие върху връзките с обществеността
Много историци определят Лий за основоположник на модерните кризисни комуникации. Негов основен конкурент в новаторския PR е Едуард Бернайс.
През 1914 година Айви Лий въвежда PR в много по-голям мащаб, когато е поканен от Джон Рокфелер младши да представлява семейството му и компанията „Стандарт ойл“, („да излъска семейния имидж“), след бунтовете във въглищните мини в Колорадо познат като „Клането в Лудлоу“. От тогава той вярно служи на семейство Рокфелер и техните корпоративни интереси, като взима и силно участие в Рокфелер център. Всъщност той е сред първите, които предлагат на Рокфелер младши да даде на комплекса собственото си фамилно име.
Лий става член на Съвета за чуждестранни отношения в САЩ при създаването му през 1921 г. в Ню Йорк.
Айви Лий предлага инструкция на „Стандарт ойл“ за общуване с обществото чрез медиите: „Казвай истината, защото рано или късно обществото ще я разбере така или иначе. И ако обществото не харесва това, което правиш, промени политиката си и прави това, което искат хората“. Айви Лий е считан за баща на модерния PR заради неговата обществена кампания от 1913 – 1914 г., когато той успешно лобира за повишаване на таксите за железниците пред неохотното федерално правителство.
Лий следва своята философия последователно, наричана от някои двупосочна улица – да помага на клиентите да се вслушват в общественото мнение и да комуникират чрез съобщения с тяхната аудитория. Като практик обаче Айви Лий често се ангажира с еднопосочна пропаганда от името на клиенти, презрени от обществото. Малко преди смъртта му, Конгресът на САЩ разследва работата му в нацистка Германия за скандалната компания „IG Farben“.